# ألكسندرا كوليسنيتشينكو
ألكسندرا كوليسنيتشينكو مواليد 14 ديسمبر 1992 في طشقند، هي لاعبة كرة مضرب أوزبكستانية. أعلى تصنيف لها في الفردي كان 577. أعلى تصنيف لها في الزوجي كان 517.

## النهائيات

### الفردي (0–1)
| الحصيلة | الرقم | التاريخ      | الدورة         | الأرضية | المنافس          | النتيجة  |
| ------- | ----- | ------------ | -------------- | ------- | ---------------- | -------- |
| الوصافة | 1.    | 3 أغسطس 2009 | نيودلهي، الهند | صلبة    | إميلي ويبلي سميث | 1–6, 1–6 |

## روابط خارجية
- ألكسندرا كوليسنيتشينكو على موقع رابطة محترفات التنس (الإنجليزية)
- ألكسندرا كوليسنيتشينكو على موقع الاتحاد الدولي لكرة المضرب (الإنجليزية)
- ألكسندرا كوليسنيتشينكو على موقع كأس بيلي جين كينغ (الإنجليزية)
- ألكسندرا كوليسنيتشينكو على موقع خلاصة التنس.كوم (الإنجليزية)